# Arianna Marchetti
Arianna Marchetti (Chioggia, 13 marzo 1976) è un'annunciatrice televisiva ed ex modella italiana.

## Carriera
Debutta nel 1995 partecipando al concorso di Miss Italia vincendo il titolo di Ragazza in Gambissime 1995 e arrivando seconda dietro Anna Valle. Successivamente lavora come modella  e attrice per diversi spot televisivi (deodorante Breeze, ecc.).
Nel 1998, in occasione delle sfilate dell'edizione autunnale della settimana della moda di Milano, è lei la modella scelta per indossare in passerella il pubikini (differente dal capo omonimo disegnato da Rudi Gernreich negli anni '80) realizzato dalla stilista Cristina Ferrari per la collezione mare 1999 di Fisico, un costume bikini dotato solo della parte inferiore, di dimensioni ridotte rispetto al normale, che ottenne una certa attenzione da parte dei media con relativo "scandalo".
In televisione è la valletta della trasmissione calcistica Pressing Champions League nell'anno 2000 e, sempre nello stesso anno, conduce le strisce Aspettando il… Pavarotti & Friends 2000 e Pavarotti & Friends 2000: countdown trasmessi da RaiUno.
La notorietà presso il grande pubblico arriva nel 2003 quando diventa annunciatrice televisiva di Rai 2 alternandosi con Janet De Nardis, ruolo che mantiene fino ai primi di luglio del 2009.
Nel 2009 recita in un episodio della fiction di Rai 1. Nel 2012 interpreta la parte di Rosalia nell'episodio La scatola rossa della serie televisiva Nero Wolfe trasmessa in prima serata su Rai 1.